# Saturn Award voor beste serie (Syndicated/Cable)
Het volgende is een lijst van de genomineerden en winnaars van de Saturn Award in de categorie beste serie (Syndicated/Cable).
- 1996: The Outer Limits
  - Babylon 5
  - Highlander
  - The New Adventures of Robin Hood
  - Poltergeist: The Legacy
  - Star Trek: Deep Space Nine

- 1997: The Outer Limits
  - Babylon 5
  - Earth: Final Conflict
  - Star Trek: Deep Space Nine
  - Stargate SG-1
  - Xena: Warrior Princess

- 1998: Babylon 5
  - The Outer Limits
  - PSI Factor: Chronicles of the Paranormal
  - Sliders
  - Star Trek: Deep Space Nine
  - Stargate SG-1

- 1999: Stargate SG-1
  - Amazon
  - Farscape
  - G vs E
  - The Outer Limits
  - Star Trek: Deep Space Nine

- 2000: Farscape
  - Andromeda
  - BeastMaster
  - The Invisible Man
  - The Outer Limits
  - Stargate SG-1

- 2001: Farscape
  - Andromeda
  - The Chronicle
  - The Invisible Man
  - Stargate SG-1
  - Witchblade

- 2002: Farscape
  - Andromeda
  - The Dead Zone
  - Jeremiah
  - Mutant X
  - Stargate SG-1

- 2003: Stargate SG-1
  - Andromeda
  - Carnivàle
  - Dead Like Me
  - The Dead Zone
  - Farscape

- 2004: Stargate SG-1
  - The 4400
  - Dead Like Me
  - The Dead Zone
  - Nip/Tuck
  - Stargate Atlantis

- 2005: Battlestar Galactica
  - The 4400
  - The Closer
  - Nip/Tuck
  - Stargate SG-1
  - Stargate Atlantis

- 2006: Battlestar Galactica
  - The Closer
  - Dexter
  - Doctor Who
  - Eureka
  - Kyle XY
  - Stargate SG-1

- 2007: Dexter
  - Battlestar Galactica
  - The Closer
  - Kyle XY
  - Saving Grace
  - Stargate SG-1

- 2008: Battlestar Galactica
  - The Closer
  - Dexter
  - Leverage
  - Star Wars: The Clone Wars
  - True Blood

- 2009 : Breaking Bad
  - Battlestar Galactica
  - Dexter
  - Leverage
  - The Closer
  - True Blood

- 2010 : Breaking Bad
  - The Closer
  - Dexter
  - Eureka
  - Leverage
  - Spartacus: Blood and Sand
  - True Blood